# Resultados do Carnaval de São Paulo em 2009
Nesta página estão apontados os resultados do Carnaval de São Paulo no ano de 2009. Os desfiles foram realizados entre os dias 20 e 27 de fevereiro de 2009 no sambódromo do Anhembi. 
Mocidade Alegre conquistou seu sétimo título de campeã, sendo o terceiro em cinco anos, com um desfile sobre o coração. O enredo "Da Chama da Razão ao Palco das Emoções... Sou Máquina, Sou Vida... Sou Coração Pulsando Forte na Avenida" foi assinado pelos carnavalescos Fábio Lima, Flávio Campello, Márcio Gonçalves e Sidnei França, que venceram pela primeira vez. Campeã no ano anterior, o Vai-Vai ficou com o vice-campeonato por apenas 0,25 de diferença com um desfile sobre a saúde. Assim como no ano anterior, a definição do título foi na última nota, mas em situações invertidas: a Mocidade recebeu 9,75 da última julgadora, mas ficou com o título após o Vai-Vai tirar uma nota menor (9,50). Após a apuração, Juarez da Cruz, fundador da Mocidade, passou mal e teve de ser internado em um hospital no bairro da Liberdade, onde faleceria em 3 de março.
Terceira colocada, o Rosas de Ouro fez um desfile sobre personagens que constroem a magia do carnaval. Gaviões da Fiel se classificou em quarto falando sobre a roda, enquanto o Império de Casa Verde ficou com a quinta e última vaga do Especial para o Desfile das Campeãs com um enredo sobre seus 15 anos de fundação. Após 61 anos consecutivos na elite do carnaval, a Nenê de Vila Matilde foi rebaixada ao Grupo de Acesso. Recém-promovida ao Grupo Especial, a Unidos do Peruche também foi rebaixada à segunda divisão. Águia de Ouro venceu o Grupo de Acesso e foi promovida para o Grupo Especial junto da vice-campeã, Imperador do Ipiranga. Uirapuru da Mooca venceu o Grupo 1 e foi promovida à segunda divisão junto com a vice-campeã Flor de Lis da Zona Sul.
Foi o primeiro ano em que os desfiles do Anhembi foram geridos por duas ligas. Após o carnaval de 2008, nove escolas se desfiliam da Liga Independente das Escolas de Samba de São Paulo e criam a Super Liga das Escolas de Samba de São Paulo. Inicialmente, se especulou a criação de um campeonato paralelo, com as escolas da SuperLiga desfilando em datas diferentes das escolas da LigaSP, mas as duas entidades decidiram manter apenas uma única competição.

## Escolas de samba

### Grupo Especial
Ordem de Desfile
| Sexta-feira (20/02/2009) | Sábado (21/02/2009) |
| 1. Unidos do Peruche 2. Rosas de Ouro 3. Unidos de Vila Maria 4. Tom Maior 5. Mancha Verde 6. X-9 Paulistana 7. Nenê de Vila Matilde | 1. Leandro de Itaquera 2. Pérola Negra 3. Mocidade Alegre 4. Acadêmicos do Tucuruvi 5. Gaviões da Fiel 6. Vai-Vai 7. Império de Casa Verde |

Mapa de notas
Abaixo o mapa de notas da apuração do Grupo Especial:

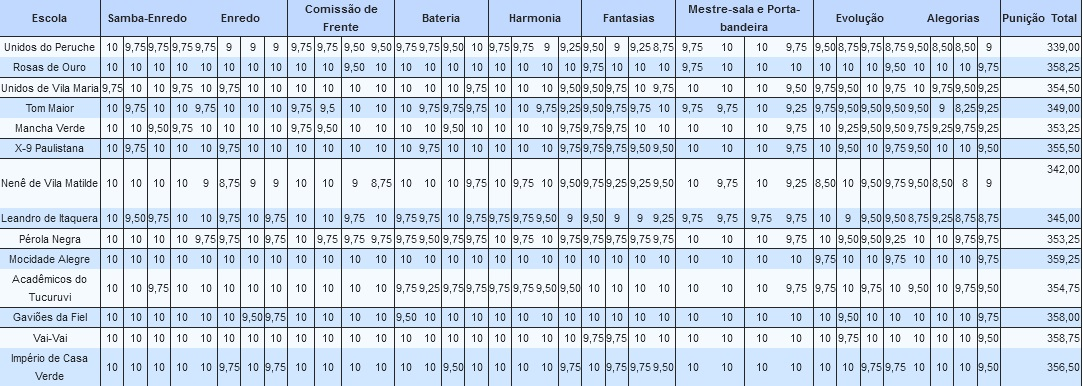
Mapa de apuração

Classificação
| Legenda: Campeã Rebaixada |

| Col. | Escola                 | Enredo | Pontos |
| ---- | ---------------------- | --- | ------ |
| 1    | Mocidade Alegre        | Da chama da razão ao palco das emoções... Sou máquina, sou vida... Sou coração pulsando forte na avenida                                 | 359,25 |
| 2    | Vai-Vai                | Mens sana et corpore sano – O milênio da superação                                                                                       | 358,75 |
| 3    | Rosas de Ouro          | Bem-vindos à fábrica dos sonhos | 358,25 |
| 4    | Gaviões da Fiel        | O sonho comanda a vida, quando o homem sonha o mundo avança. A fantástica velocidade da roda para a evolução humana. É pura adrenalina ! | 358,00 |
| 5    | Império de Casa Verde  | É festa, é feriado, é celebração. O Tigre comemora na avenida e exalta seu pavilhão. São 15 anos de paixão!                              | 356,50 |
| 6    | X-9 Paulistana         | Amazônia... Conseguimos conquistar com o braço forte... Do esplendor da Havea Brasiliensis à busca pela terra sem males                  | 355,50 |
| 7    | Acadêmicos do Tucuruvi | Ouro Preto - O esplendor barroco de uma Vila Rica, relicário da Pátria, patrimônio da humanidade                                         | 354,75 |
| 8    | Unidos de Vila Maria   | Da sobrevivência a luxúria, da ilusão a alucinação. Dinheiro, mito, história e realidade                                                 | 354,50 |
| 9    | Pérola Negra           | Guiado por Surya pelos caminhos da India em busca da Pérola sagrada                                                                      | 353,25 |
| 10   | Mancha Verde           | Pernambuco: uma nação cultural! | 353,25 |
| 11   | Tom Maior              | Uma nova Angola se abre para o Mundo! Em nome da paz, Martinho da Vila canta a liberdade!                                                | 349,00 |
| 12   | Leandro de Itaquera    | Leandro de Itaquera faz a festa das periferias do Brasil para o Mundo. Salve, Salve nossa estrela Regina Casé!                           | 345,00 |
| 13   | Nenê de Vila Matilde   | 60 anos – coração guerreiro, a grande refazenda do samba                                                                                 | 342,00 |
| 14   | Unidos do Peruche      | Do ventre da Terra à indomável cobiça do homem                                                                                           | 339,00 |

### Grupo de Acesso
Classificação
| Legenda: Promovida Rebaixada |

| Col. | Escola                  | Enredo | Pontos |
| ---- | ----------------------- | --- | ------ |
| 1    | Águia de Ouro           | No Swing da Pompéia, Águia de Ouro Te Convida Pra Dançar | 358,5  |
| 2    | Imperador do Ipiranga   | A comunidade na fé em São Jorge Guerreiro contra os dragões da maldade | 353,5  |
| 3    | Dragões da Real         | Bem-vindos a Idade Mídia | 350,5  |
| 4    | Camisa Verde e Branco   | Guerreiros! Camisa Verde faz a festa e prega a paz universal | 348    |
| 5    | Morro da Casa Verde     | Abram-alas para esta cultura popular! Da terra do chão rachado ao rei do cangaço | 344,5  |
| 6    | Barroca Zona Sul        | Alô São Paulo! Eis a fantástica e fabulosa história desse paraíso do pecado... Um verdadeiro jardim das delícias. A selva de pedra da América Latina que ama Gregos e Troianos... Aqui tudo acontece | 343,5  |
| 7    | Combinados de Sapopemba | Da Pré-História ao Meu Carnaval. O Sapopemba Mostra Suas Caras | 329    |
| 8    | Acadêmicos do Tatuapé   | Tatuapé Somos Nós! | 329    |

### Grupo 1
Classificação
| Legenda: Promovida Rebaixada |

| Col. | Escola                      | Enredo                                                                            | Pontos |
| ---- | --------------------------- | --------------------------------------------------------------------------------- | ------ |
| 1    | Uirapuru da Mooca           | Aqui tudo começa e acaba em pizza                                                 | 265    |
| 2    | Flor de Lis da Zona Sul     | Das Noites de Luar ao Esplendor do Astro Rei                                      | 264    |
| 3    | Unidos do Vale Encantado    | Seguindo os Passos do Criador, Abra o Seu Coração e Declare o Seu Amor à Natureza | 264    |
| 4    | União Imperial              | Emoções de Um Sambista                                                            | 263,75 |
| 5    | Torcida Jovem               | Aceito Tudo! O Que Vier, Eu Traço!                                                | 261,25 |
| 6    | Prova de Fogo               | Educação Para Liberdade                                                           | 261    |
| 7    | Estrela do Terceiro Milênio | 1,2,3... Abracadabra! Além da Mágica                                              | 260,75 |
| 8    | Primeira da Aclimação       | Fazendo Carnaval                                                                  | 257    |
| 9    | Príncipe Negro              | Obará, Oxé, Iká –Ori Ilê-Axé                                                      | 253,75 |
| 10   | Portela da Zona Sul         | Vai Dar Bandeira Nessa Festa Popular, Brasil as Tuas Cores Iremos Desvendar       | 253,75 |
| 11   | Camisa 12                   | O progresso a seus pés. Guarulhos, uma cidade que não pára                        | 252,5  |
| 12   | Colorado do Brás            | De Janeiro a Janeiro, a Colorado faz a festa o ano inteiro.                       | 110,5  |

### Grupo 2
Classificação
| Legenda: Promovida Rebaixada |

| Col. | Escola                         | Enredo                                                                                    | Pontos |
| ---- | ------------------------------ | ----------------------------------------------------------------------------------------- | ------ |
| 1    | Dom Bosco                      | Vou Caprichar! Vou Garantir! Dom Bosco Traz o Sorriso do Amazonas: A Fascinante Parintins | 180,5  |
| 2    | Unidos de São Lucas            | Felicidade, A Ilusão do Carnaval                                                          | 174    |
| 3    | Estação Invernada              | Amazônia – Patrimônio do Brasil                                                           | 174    |
| 4    | Brinco da Marquesa             | Em uma viagem de sonhos, Zé Carioca leva as crianças do Brinco da Marquesa para Disney    | 173    |
| 5    | Flor da Vila Dalila            | Dito Pelo Não Dito, A Flor Vem Cantar, Por Ora Dito                                       | 172,5  |
| 6    | Império Lapeano                | Nossa Gente, Nossa Música, Nossa História – Bodas de Ouro Pra Bossa Nova                  | 171,75 |
| 7    | Só Vou Se Você For             | Sinfonia das Cores de um Brasil Todo Feito à Mão                                          | 170    |
| 8    | Tradição Albertinense          | Canta Meu Sabiá... 25 Anos de Saudades! Uma Viagem na História de Clara Nunes             | 168,25 |
| 9    | União Independente da Zona Sul | São Paulo e Suas Várias Fases da Noite                                                    | 139,25 |
| 10   | Acadêmicos do Jaraguá          | Na Dualidade e Adversidade em Toda Nossa Vida Se Fazem Presente                           | 119,75 |
| 11   | Os Bambas                      | Os Bambas Mexem nas Artes e Revela Julio Guerra: Guerreiro no Nome, Guerreiro na Vida     | 109,5  |

### Grupo 3
Classificação
| Legenda: Promovida Rebaixada |

| Col. | Escola                   | Enredo                                                                                               | Pontos |
| ---- | ------------------------ | --- | ------ |
| 1    | União da Vila Albertina  | Da Riqueza do Metal, A União Faz Seu Carnaval                                                        |        |
| 2    | Mocidade Unida da Mooca  | Pintando e Contando, O Número Sete Revela Seus Mistérios                                             |        |
| 3    | Valença de Perus         | Estendida à Lona e Formado o Picadeiro. É Sorriso, É Calor, O Circo Chegou!                          |        |
| 4    | Explosão da Zona Norte   | Samba, Futebol e Cerveja... Uma Explosão de Alegria                                                  |        |
| 5    | Passo de Ouro            | Viajaremos nos Braços de Morfeu! Sonharemos e Imaginemos um País Digno... Que Bom Se Fosse Realidade |        |
| 6    | Mocidade Robruense       | Shopping Center – A Praia do Paulistano                                                              |        |
| 7    | Iracema, Meu Grande Amor | Iracema Guerreira Vem Defender a Mata Atlântica – Patrimônio da Humanidade                           |        |
| 8    | Unidos de São Miguel     | Domingo                                                                                              |        |
| 9    | Sai da Frente            | É Meio Dia é Meia Noite – O Mundo Encantado da Fantasia                                              |        |
| 10   | Lavapés                  | Na Lavapés Criança é Brincadeira Séria                                                               |        |
| 11   | Unidos de Guaianases     | São Paulo Cidade da Folia. Taí o Nosso Carnaval!                                                     |        |
| 12   | Acadêmicos do Ipiranga   | Os Filhos Negros do Indu Gandhi                                                                      |        |

### Grupo de Espera
Classificação
| Legenda: Promovida |

| Col. | Escola                              | Enredo | Pontos |
| ---- | ----------------------------------- | --- | ------ |
| 1    | T.U.P.                              | Para Tudo se Acabar na Quarta-Feira                                                                                |        |
| 2    | Unidos de Santa Bárbara             | Do Sonho à Realidade, Que a Boa Notícia nos Traz. Santa Bárbara e Sua História, Um Novo Sonho de Carnaval          |        |
| 3    | Imperatriz da Paulicéia             | A Imperatriz Abre Portas de um Lugar Para o Outro Numa Incrível Jornada Para o Imaginário                          |        |
| 4    | Tradição da Zona Leste              | Terra, Mãe de Todos Que Nela Habita! É Preciso Consciência Para a Continuidade da Vida                             |        |
| 5    | Primeira da Cidade Líder            | Primeira da Cidade Líder no Crescimento dos Negros e Suas Crenças na Cultura Após os 120 Anos da Abolição          |        |
| 6    | Malungos                            | Malungos Contam, Cantam e se Encantam com o Mestre Sala dos Mares João Cândido, Sua História Não Acabou            |        |
| 7    | Em Cima da Hora                     | A Coruja do Samba é Brasileira, Batuqueira e Swingueira e Vem Cantar os 25 Anos de Carreira do Cantor Boca Nervosa |        |
| 8    | Folha Azul dos Marujos              | São Paulo. Capital da Cultura Tupiniquim, Sinônimo de Tudo de Bom                                                  |        |
| 9    | Falcão do Morro Itaquerense         | Falcão do Morro num voô de encantos e belezas, faz na avenida uma festa portuguesa, com certeza                    |        |
| 10   | União Independente da Vila Prudente | Água, Fonte da Vida                                                                                                |        |